# Areocentrična orbita
Areocentrična orbita je orbita oko planeta Marsa.
Prefiks areo izveden je iz drevne grčke riječi Ares koja je personifikacija planeta Mars u grčkoj mitologiji. Ime je analogno izrazu "geocentrična orbita" za orbitu oko Zemlje. Apsidi su nazvani periarej i apoarej.
Prvi umjetni sateliti u areocentričnoj orbiti i prvi orbiteri u orbiti drugog nebeskog tijela (osim Mjeseca) bile su američka sonda Mariner 9 i sovjetski orbiteri Mars 2 i Mars 3 koji su ušli u orbitu 14., odnosno 27. studenoga. Kasnije su ih slijedile mnoge sonde.